# Luigi Vagnetti
Luigi Vagnetti (Roma, 20 aprile 1915 – Roma, 26 ottobre 1980) è stato un architetto italiano; fu inoltre teorico dell'architettura e del disegno, personaggio-chiave del dibattito architettonico italiano (romano) tra la seconda guerra mondiale e la fine del XX secolo.

## Biografia
Luigi Vagnetti nasce a Roma nel 1915 da Fausto Vagnetti pittore, la cui influenza è fondamentale nella formazione del figlio. Studia a Roma, all'Istituto Superiore di Architettura, con Arnaldo Foschini. 
Negli anni dell'università vince borse di studio, tra cui quella della Fondazione Palanti e del lascito G. Fuccioli. Si laurea nel 1938, con la tesi Progetto di una Residenza estiva reale sul Monte Antenne a Roma, con cui ottiene il premio Manfredo Manfredi. Nel 1935 e nel 1937 partecipa ai Littoriali dell'Arte, classificandosi primo nei concorsi di quegli anni. Nel 1936 partecipa ad un viaggio di studio in Libia, organizzato dalla Facoltà di Architettura di Roma, e collabora al rilievo del complesso della Basilica e del Foro Severiano a Leptis Magna, sotto la guida di Gustavo Giovannoni.
Resta professore universitario per tutta la vita: dapprima nel (1936-1961) come assistente di Composizione Architettonica, nei corsi di Arnaldo Foschini e di Saverio Muratori a Roma, poi professore incaricato di Disegno dal Vero (Roma) e di Arte dei Giardini (Palermo). Nel 1962 è cattedratico di Architettura e Rilievo dei Monumenti a Palermo, a Genova e a Firenze dove dirige l'Istituto di Composizione Architettonica. Nel novembre del 1973 diviene membro del Consiglio superiore della pubblica istruzione, nel 1964 è visiting professor all'Università di Teheran, nel 1968 e nel 1972 a quella di Varsavia. Nel 1962 ottiene il premio per la Cultura della Presidenza del Consiglio dei ministri; è nominato membro dell'Accademia delle Arti e del Disegno di Firenze nel 1967, dell'Accademia di San Luca di Roma nel 1970, presidente dell'Accademia Petrarca di lettere, arti e scienze di Arezzo nel 1971.

## Opere realizzate e progetti

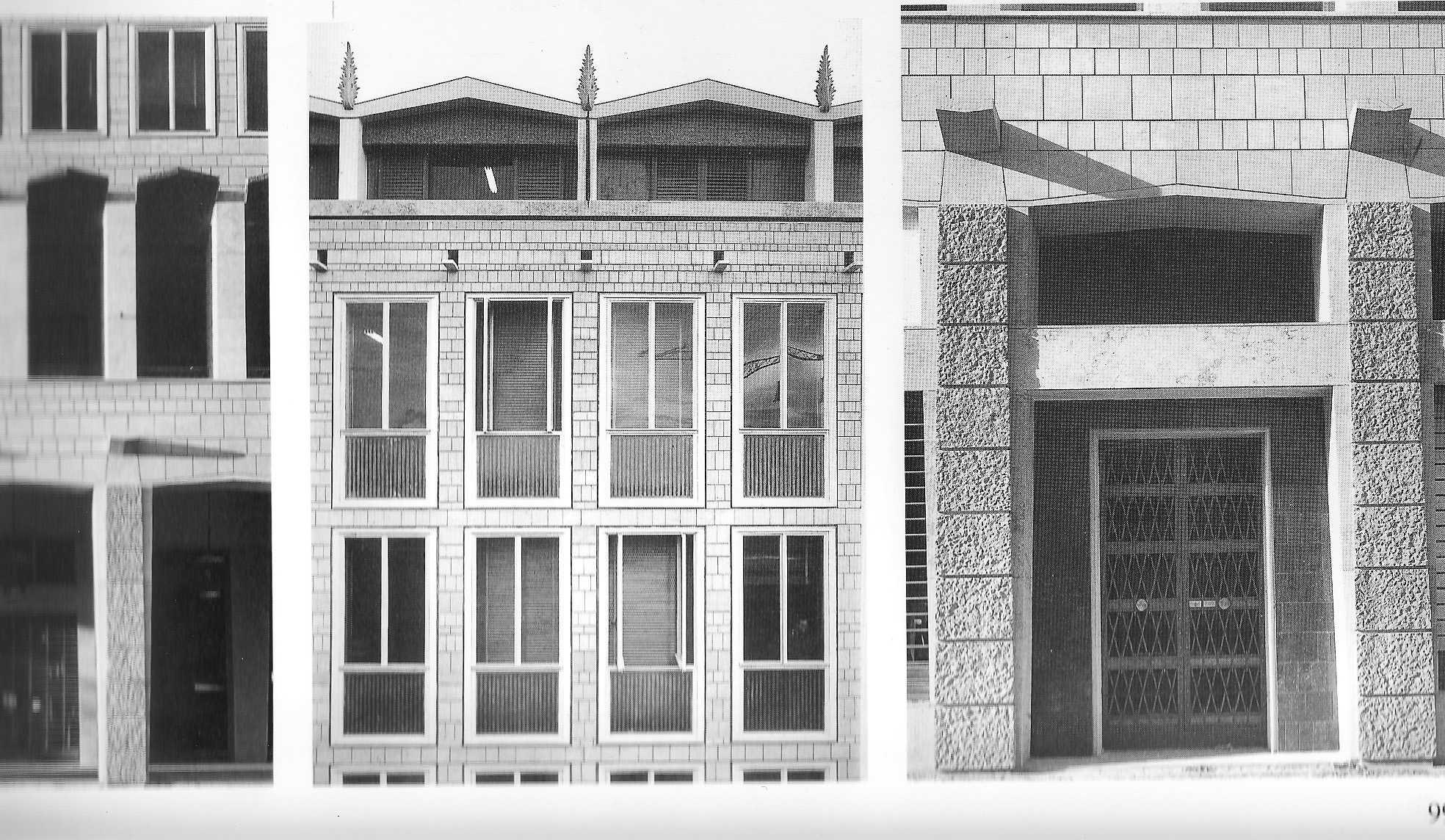
Tre dettagli del Palazzo Grande a Livorno (1952)

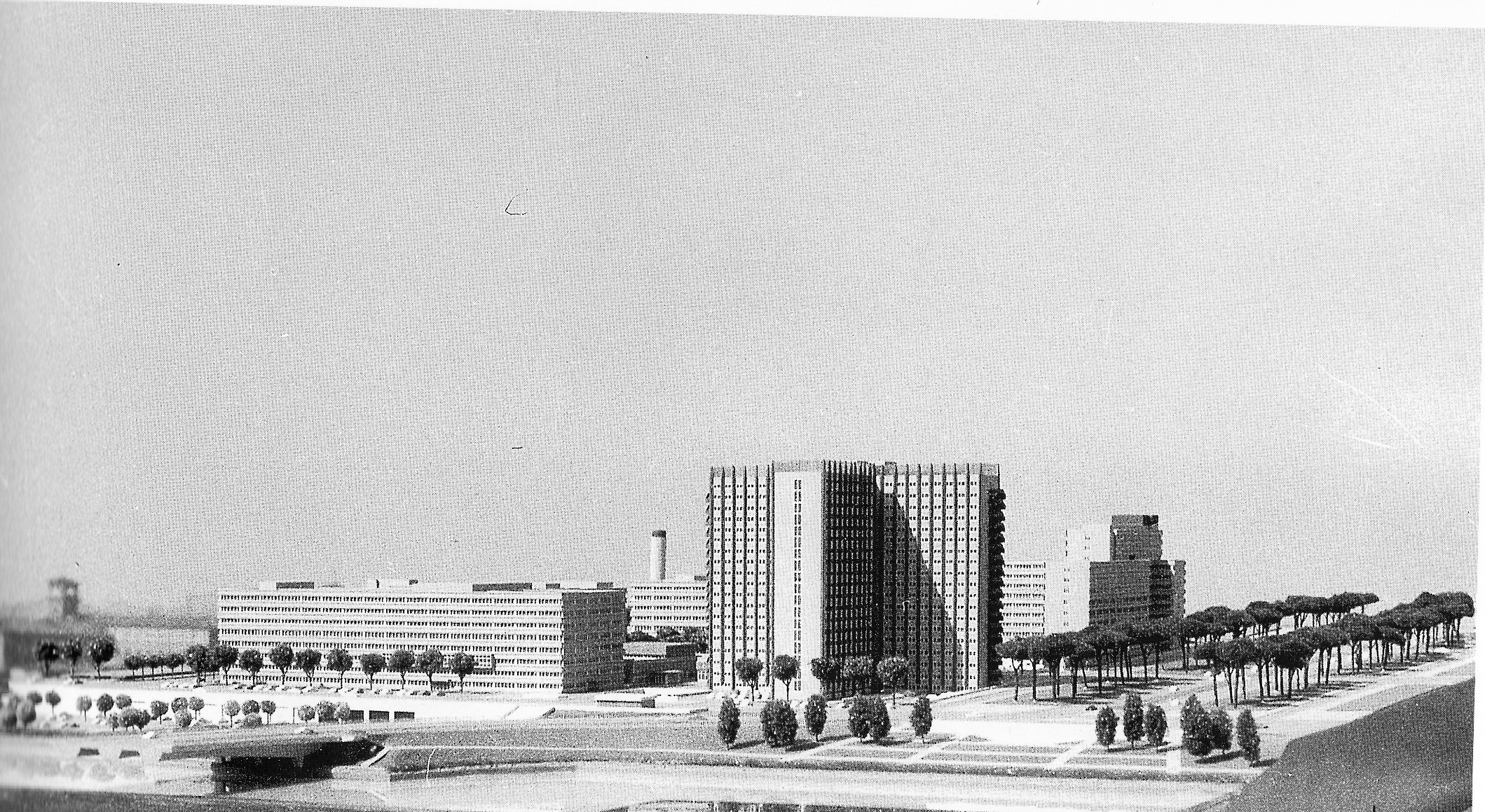
Ministero delle Poste e Telecomunicazioni a Roma - EUR (1973)

Luigi Vagnetti svolge intensa attività di progettista di opere architettoniche ed urbanistiche.
Temi fondamentali del suo tempo sono l'edilizia popolare, nell'ambito della ricostruzione postbellica, le facies architettoniche dei nuovi materiali (in particolare il cemento armato), l'incontro tra nuova architettura e ambiente storico.
Questi principi lo guidano nella redazione di oltre 65 progetti - dei quali 40 realizzati - e oltre 30 concorsi nazionali e internazionali, alcuni vinti. Parte del materiale grafico relativo alla sua attività progettuale è conservata presso la Biblioteca di Architettura dell'Università degli studi di Firenze.
Tra le opere costruite:
- Cappella della "Sacra Famiglia" (1950-1951);
- "Palazzo Grande" a Livorno (1950-1952);
- Complesso residenziale INA-Casa "Due Madonne" a Bologna (1953-1956);
- Sede della Banca d'Italia a Cremona (1954-1959);
- "Palazzo dell'Urbanistica" a Roma-EUR (1954-1955);
- "Santuario della Madonna Incoronata" a Borgo Incoronata, (Foggia) (1954-1965);
- "Sede UDACI" a Roma (1955-1958);
- Complesso INA-Casa "Ponte Mammolo" a Roma (1956-1960);
- Istituto "M. Riboldi" a Roma (1959-1963);
- Complesso parrocchiale "Nostra Signora della fiducia" a Bologna (1960-1973);
- Chiesa parrocchiale "Crocecoperta" ad Imola (1961-1963);
- Ministero delle poste e delle telecomunicazioni a Roma-EUR (1962-1973);
- "Palazzo San Matteo" a Palermo (1962-1965);
- Complesso parrocchiale "San Timoteo" a Roma-Casal Palocco (1963-1969);
- Due Edifici di civile abitazione, con negozi e uffici a Palermo (1967-1972).

Dal 1947 al 1950 ha diretto l'Ufficio Progetti della Società Generale Immobiliare e dal 1960 al 1970 il "Bureau d'études di consulenza urbanistica" del Governo Tunisino, per le Regioni occidentali di quel Paese.

### Il rilievo urbano, il disegno
Luigi Vagnetti vive criticamente due argomenti cruciali della cultura moderna: la congruità del linguaggio con l'ambiente architettonico e la critica delle radici del linguaggio stesso.
Il primo tema è affrontato da Luigi Vagnetti già nell'immediato dopoguerra, quando l'INA-Casa, sotto la presidenza di Arnaldo Foschini, inizia la ricostruzione del patrimonio edilizio nazionale; il progetto dei quartieri coordinati deve, a suo avviso, conformarsi ai modi del tessuto urbano locale così come lo devono le forme architettoniche, sia pure nelle tipologie contemporanee.
Il prolungato dibattito (due settenni) si trasferisce in ambito universitario (soprattutto nella Facoltà di Architettura di Roma), dove perde i caratteri empirici e si fa scientifico intorno ai temi del tipo edilizio e del tessuto urbano (Saverio Muratori). In questo contesto Luigi Vagnetti avvia la compilazione del rilievo planimetrico delle murature del Centro di Roma, al quale fanno seguito quelli di Palermo, Genova, Firenze e gli studi paralleli diretti da Gianfranco Caniggia (Firenze, Como), Renato e Sergio Bollati (Roma, Siracusa, Piana di Gioia Tauro, Cosenza), Lucca e gli altri centri toscani.
Il tema del rilievo architettonico è indissolubilmente congiunto a quello della rappresentazione e del disegno, di cui Luigi Vagnetti è cultore. 
La corrispondenza della rappresentazione e della realtà rappresentata diventerà tema scientifico e filosofico al quale egli dedicherà l'attività degli anni della maturità accademica.

## Alcuni scritti

### Teoria e didattica dell'Architettura
- L'architetto nella storia di Occidente, Teorema, Firenze, 1974
- Concinnitas: riflessioni sul significato di un termine albertiano, in: "Studi e documenti di Architettura", 1973, n.3
- Inchiesta sulle Facoltà di Architettura, in: "Architettura-Cantiere", 1959
- La formazione dell'Architetto, in: "Quaderno dell'Istituto di Palermo", nn: 4/5/6/7, 1964-1967
- Sulla riforma degli studi di Architettura in Italia, in: "Casabella", Milano, 1966
- Forme e Riforme. in: "Quaderno dell'Istituto di Genova", n. 5, 1971
- Didattica dell'Architettura e progettazione integrale, in: "La Nuova Critica", 1971 n. 2
- L'insegnamento della Composizione architettonica, in: "Quaderno dell'Istituto di Genova", n.7, 1971
- Motivi lontani e recenti della Crisi in atto nelle Facoltà di Architettura Italiane, in: "Relazione alla Prima Sezione del Consiglio Superiore della Pubblica Istruzione", Roma, 1977
- Arnaldo Foschini, 1884-1968 in: Arnaldo Foschini. Didattica e gestione dell'architettura in Italia nella prima metà del Novecento, a cura di Nullo Pirazzoli, Faenza Editrice, 1979

### Teoria del Disegno
- Il Disegno dal Vero e la sua funzione nella formazione dell'architetto, Genova, Vitali e Ghianda, 1955
- Disegno e Architettura, Genova, Vitali e Ghianda, 1958
- Tre lezioni di Disegno dal Vero, Roma, 1963
- Il linguaggio grafico dell'architetto oggi, Genova, Vitali e Ghianda, 1965
- Le cattedre universitarie per le discipline della rappresentazione, in: "Atti del I convegno nazionale dei docenti delle discipline della rappresentazione", Genova, 1979
- Riflessioni sul "De perspectiva pingendi" di Piero della Francesca, in: "Commentari", 1975
- De naturali et artificiali perspectiva: bibliografia ragionata delle fonti teoriche e della storia della prospettiva; contributo alla formazione della conoscenza di un'idea razionale, nei suoi sviluppi da Euclide a Gaspard Monge, Firenze, 1978, in: "Studi e documenti di Architettura", nn. 9/10

### Teoria del rilevamento architettonico e urbanistico
- L'indagine sulle strutture edilizie urbane ed il rilevamento sistematico del centro storico di Palermo in: "Quaderno dell'Istituto di Palermo", nn. 2/3, 1964
- Genova, Strada Nuova, Genova, Vitali e Ghianda, 1967
- La "Descriptio Urbis Romae" di Leon Battista Alberti, in: "Quaderno dell'Istituto di Genova", n.1. 1968
- Cosimo Bartoli e la teoria mensoria nel secolo XVI, in: "Quaderno dell'Istituto di Genova", n.4, 1970
- La teoria del rilevamento architettonico in Guarino Guarini, in: "Atti del convegno Guarino Guarini e l'internazionalità del Barocco", Torino, 1970
- Recenti opere di rilevamento architettonico. in: "Quaderno dell'Istituto di Genova" n.6, 1971
- Architettura e metrologia: nota sui valori dimensionali e di scala nell'architettura, in: "Quaderno dell'Istituto di Genova". n. 6, 1971
- Il rilevamento del Centro Storico di Genova, in: "Quaderno dell'Istituto di Genova",  nn. 8/9/10, 1972
- Considerazioni sui "Ludi Matematici", in: "Studi e documenti di architettura", 1972

## Galleria d'immagini

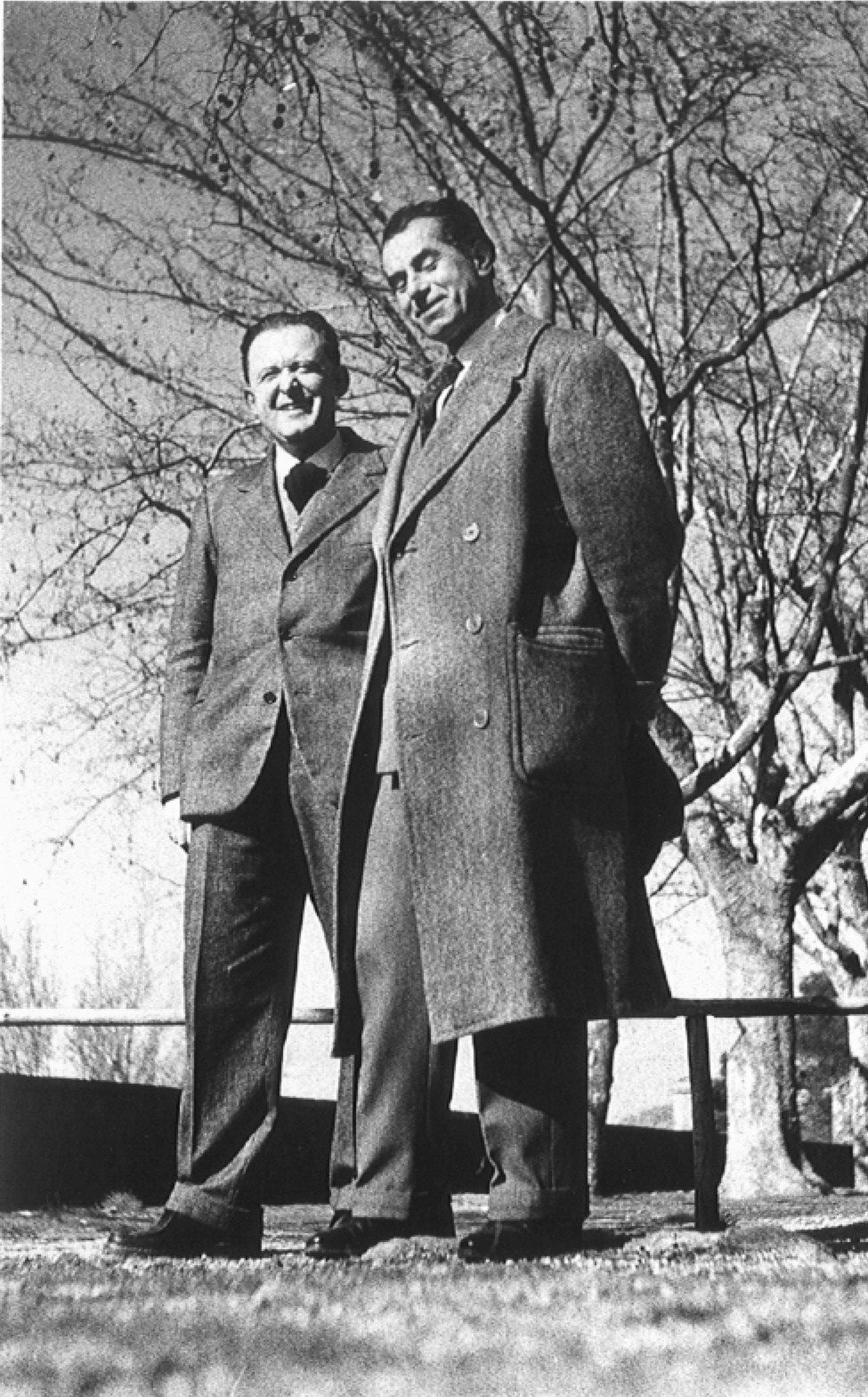
Luigi Vagnetti con Saverio Muratori
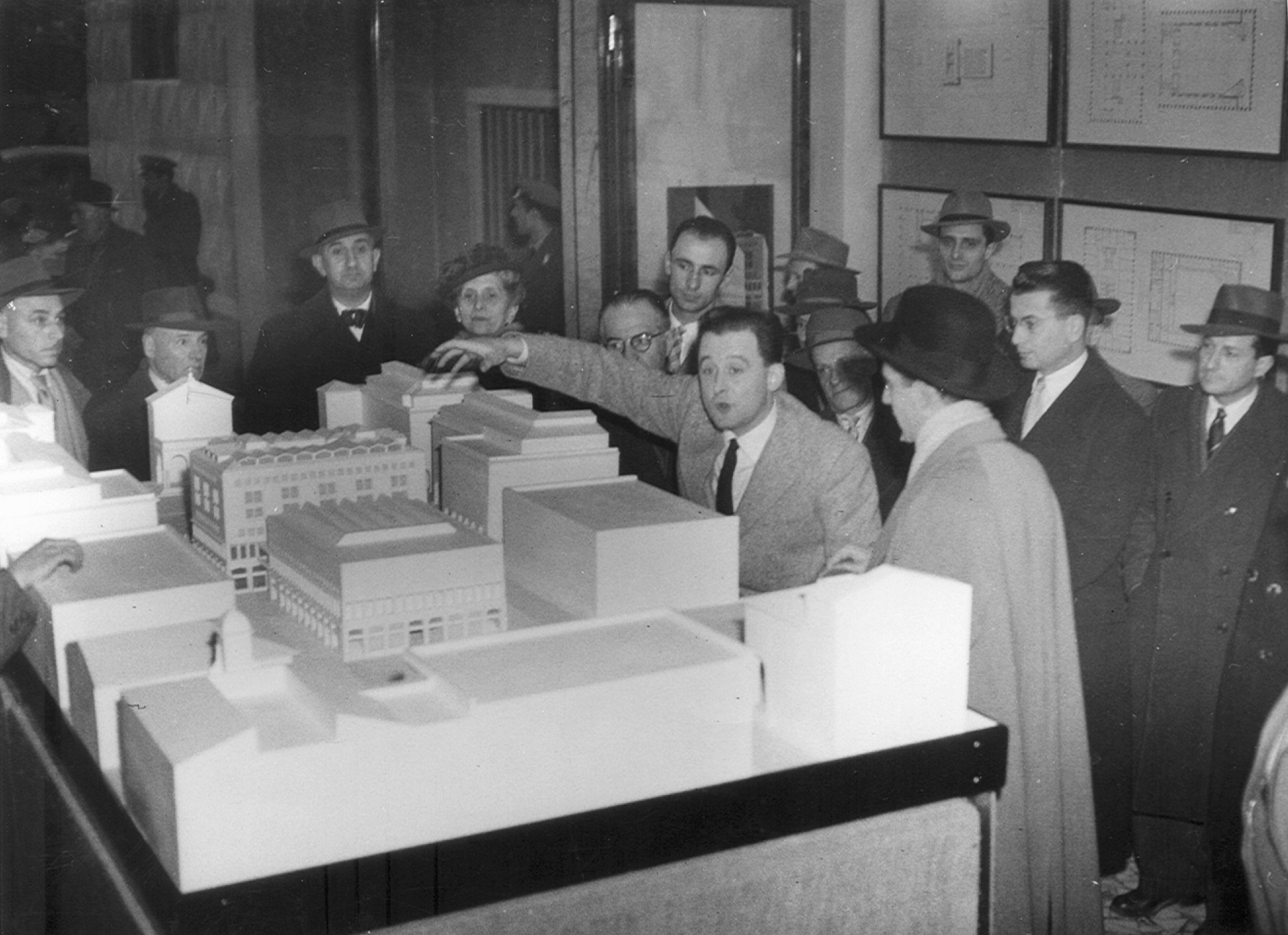
Luigi Vagnetti illustra il modello di Palazzo Grande a Livorno
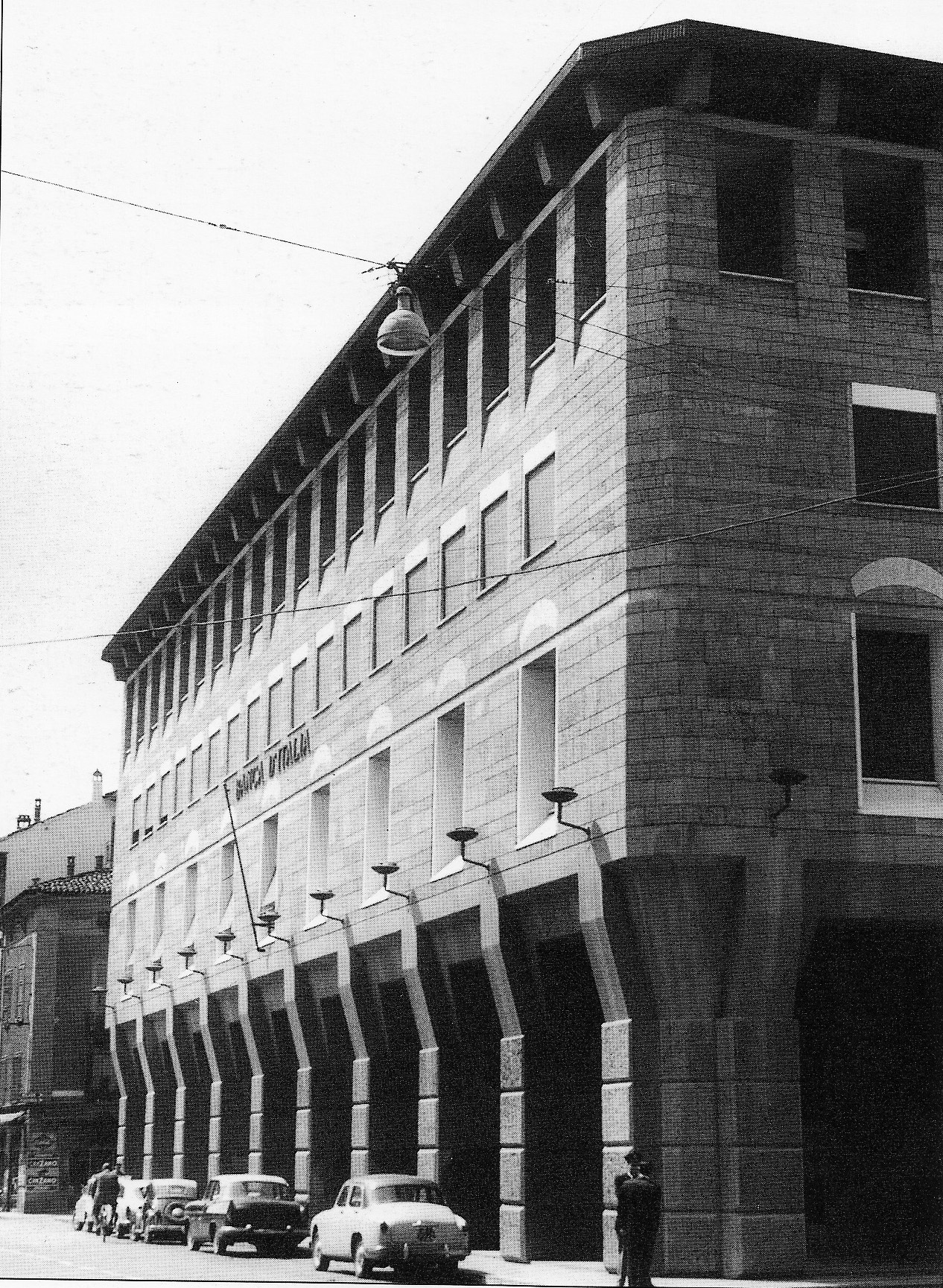
Sede della Banca d'Italia a Cremona, (1955)
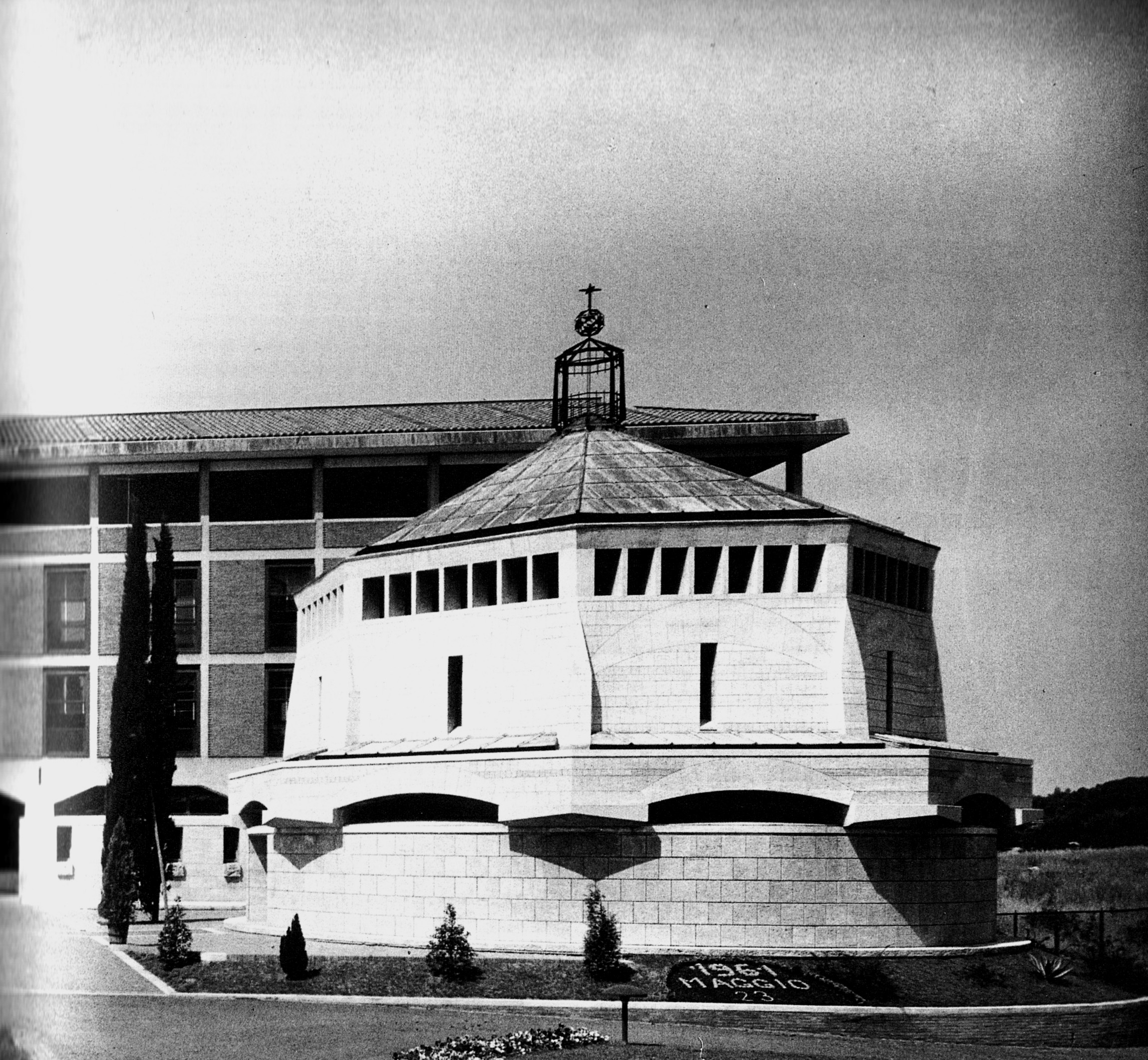
Cappella della Sede U.D.A.C.I. a Roma (1957)

## Archivio e biblioteca personale
La sede di Architettura della Biblioteca di Scienze Tecnologiche, Università degli Studi di Firenze conserva il Fondo Luigi Vagnetti. 
Dopo la morte di Vagnetti, la famiglia donò le sue carte e parte della sua biblioteca personale al Dipartimento di Progettazione dell'Università di Firenze . L'archivio è composto da documentazione eterogenea (carte manoscritte e a stampa, disegni, materiale fotografico), organizzata in 492 unità archivistiche e documenta l'attività professionale e didattica dell'architetto. 
La parte relativa alla didattica e all’Università è particolarmente abbondante e testimonia un periodo significativo nella storia delle Facoltà di Architettura italiane, quale quello della contestazione studentesca del Sessantotto. La sezione degli elaborati grafici documenta circa centonovanta progetti.  Il fondo è stato riordinato cercando di rispettare la precedente sistemazione messa a punto dallo stesso Vagnetti. Nel 2006 è stato pubblicato l'inventario a stampa.
La biblioteca comprende circa 1.800 monografie (consultabili nel catalogo on-line del Sistema bibliotecario dell'Ateneo fiorentino) e un numero imprecisato di estratti.